# Parafia Zwiastowania Najświętszej Maryi Panny w Małorycie
Parafia Zwiastowania Najświętszej Maryi Panny w Małorycie – rzymskokatolicka parafia znajdująca się w diecezji pińskiej, w dekanacie brzeskim, na Białorusi.

## Historia
Parafia powstała w XX w.. Od 28 października 1925 należy do diecezji pińskiej i dekanatu brzeskiego. Przedwojenny kościół nie zachował się.

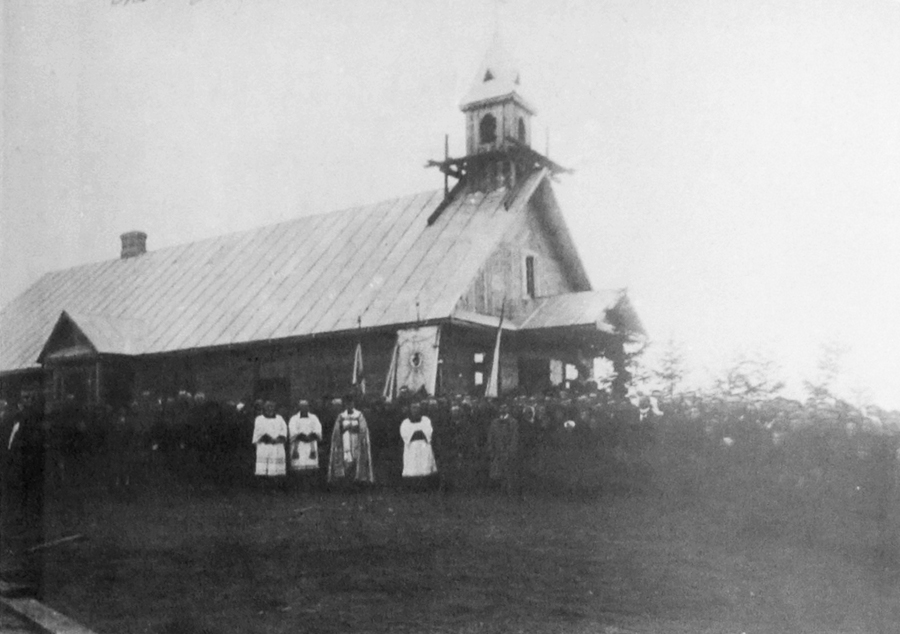
kościół parafialny w 1924
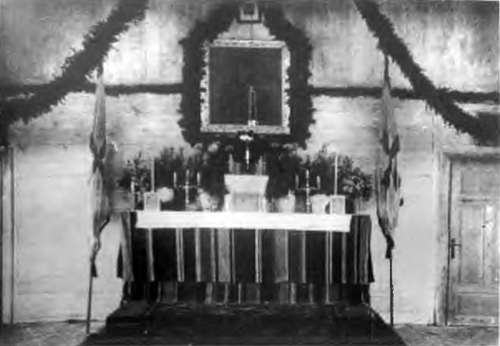
kościół parafialny w 1924